# De wereld rond met 80-jarigen
De wereld rond met 80-jarigen is een Nederlands televisieprogramma dat wordt uitgezonden door SBS6. De presentatie van het programma ligt in handen van Dennis van der Geest.

## Format
In het programma gaan acht hoogbejaarden die nog volop in het leven staan gedurende een maand samen op wereldreis. Van der Geest reist met de ouderen mee en begeleidt hen tijdens de reis. Elke oudere heeft een droom die zich afspeelt in het buitenland en Van der Geest laat deze dromen in vervulling gaan. Iedere bestemming wordt voor drie dagen bezocht. Daar doen de ouderen verder nog aan sightseeing, ontmoeten ze bijzondere mensen en moeten ze uitdagingen voltooien.
De wereld rond met 80-jarigen was een succes voor SBS6. Nog voor het einde van het eerste seizoen werd de serie daarom verlengd met een tweede seizoen. Hierin waren een groep andere ouderen te zien. In 2019 werd een derde seizoen uitgezonden.
Ook in Vlaanderen werd in het voorjaar van 2019 een seizoen van het programma uitgezonden op vtm. De presentatie lag in handen van Sieg De Doncker en Olga Leyers die met de deelnemers in 36 dagen naar acht landen reisden, verspreid over vier continenten.

## Deelnemers
Deelnemers aan het programma moeten rond de tachtig jaar oud zijn, een droom hebben die in het buitenland vervuld kan worden, weinig gereisd hebben en een bijzonder levensverhaal hebben. Verder wordt vereist dat kandidaten fysiek in staat zijn om de wereldreis uit te voeren. Tevens reizen twee medische begeleiders mee die de gezondheid van de ouderen in de gaten houden.

## Afleveringen

### Nederland
| Seizoen | Bestemmingen | Kandidaten |
| ------- | --- | --- |
| 2017    | Moskou (afl.1), Dubai (afl.2), Zuid-Afrika (afl.3), Thailand (afl.4), Canada (afl.5), Guatemala (afl.6), Colombia (afl.7) en Lapland (afl.8)                 | Paul (77 jaar, wil het Russisch staatscircus zien), Diny (82 jaar, wil een hondensleetocht maken), Herman (81 jaar, wil een parachutesprong maken), Ellis (78 jaar, wil een olifant wassen), Willem (83 jaar, wil een helikoptervlucht maken), Rita (81 jaar, wil het geboorteland van haar kleinkinderen bezoeken), Nelis (76 jaar, wil met haaien zwemmen) en Annie (81 jaar, wil motorrijden)                      |
| 2018    | Jordanië (afl.1), Zambia (afl. 2), Tokio (afl. 3), Australië (afl. 4), Nieuw-Zeeland (afl. 5), Argentinië (afl. 6), Costa Rica (afl. 7) en Frankrijk (afl.8) | Annie (81 jaar, wil graag haar geëmigreerde broer zien), Nelly (80 jaar, wil graag model zijn), Betsy (82 jaar, wil graag een sensei ontmoeten), Corrie (85 jaar, wil graag een verre reis maken), Lou (85 jaar, wil een van de 7 wereldwonderen zien), Willem (79 jaar, wil een vlucht met een straaljager maken), Freek (83 jaar, wil graag vissen) en Jopie (80 jaar, wil een buitenlandse voetbalwedstrijd zien). |
| 2019    | Sevilla (afl.1), Phnom Penh (afl.2), Hanoi (afl. 3), Seoul (afl. 4), Calgary (afl.5), Cancun (afl.6), Havana (afl.7) en Paramaribo (afl.8)                   | |

### Vlaanderen
| Seizoen | Bestemmingen | Kandidaten |
| ------- | --- | --- |
| 2019    | Verenigde Staten (afl.1), Mexico (afl.2), IJsland (afl.3), Dubai (afl.4), Zuid-Afrika (afl.5), Thailand (afl.6), Mongolië (afl.7) en Japan (afl.8) | Adi (83) uit Oostende, Amanda (84) uit Kapellen, Aureel (82) uit Houthulst, Elise (84) uit Rumst, Mariette (79) uit Lokeren, René (85), Vital (82) uit Gent en Willy (78) uit Mol. |

## Vergelijkbare programma's
De wereld rond met 80-jarigen vertoont overeenkomsten met het Zuid-Koreaanse reisprogramma 꽃보다 할배 (letterlijk "Opa's boven bloemen"), waarop het Amerikaanse Better Late Than Never en het Nederlandse RTL 4-programma Beter laat dan nooit op gebaseerd zijn. In deze programma's gaat een groep bejaarde entertainmentveteranen samen op reis en worden deze ouderen bijgestaan door een jongere reisgezel.